# Angelica incide il nome di Medoro sulla corteccia
Angelica incide il nome di Medoro sulla corteccia è un affresco eseguito da Giambattista Tiepolo, nella Sala dell'Orlando furioso di Villa Valmarana "Ai Nani", a Vicenza.

## Descrizione
Fa parte di una serie di quattro dipinti su muro, in cui vengono rappresentati altrettanti episodi relativi ad Angelica, la principale figura femminile del poema di Ludovico Ariosto. Nell'affresco in questione, Angelica, dopo aver curato la ferita del fante Medoro, del quale si è anche invaghita e da cui è ricambiata, incide il nome sulla corteccia dell'albero accanto al suo. Queste scritte  scateneranno la follia di Orlando. Il paesaggio rappresentato da Tiepolo è primaverile e sereno: esso riprende il topos del locus amoenus.